# Novoměstské divadlo
Novoměstské divadlo (Neustädter Theater, také divadlo před Koňskou branou) byla v letech 1859–1885 jedna z pražských divadelních scén vybudovaných bezprostředně za hranicemi tehdejší Prahy. Hrálo se zde české i německé divadlo. Šlo o velkou dřevěnou divadelní budovu na území obce Viničné Hory, od roku 1867 Královské Vinohrady, zhruba na místě nynější Státní opery Praha v blízkosti Hlavního nádraží.

## Historie, popis a zánik divadla

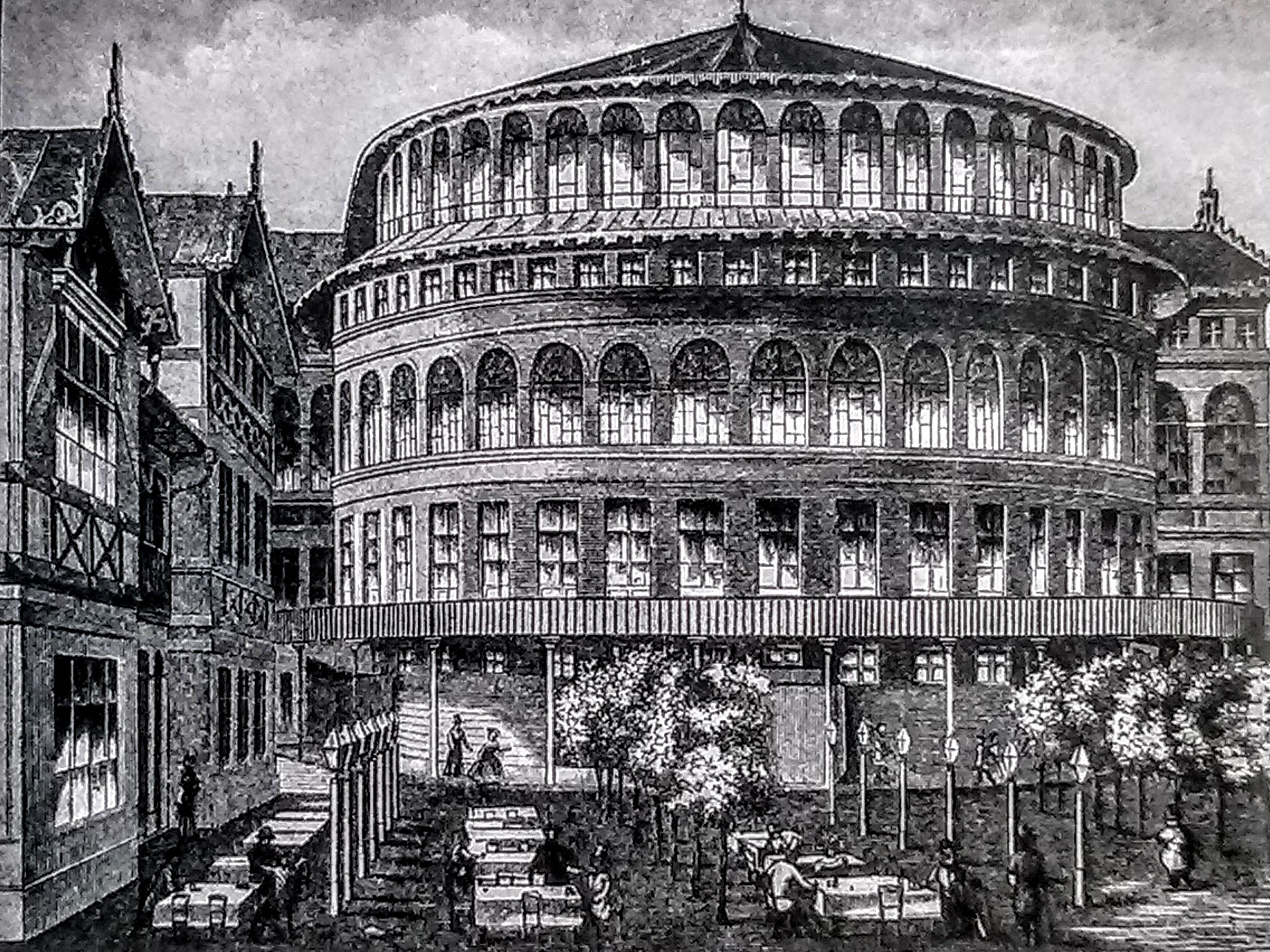
Novoměstské divadlo v 1885.

Novoměstské divadlo vzniklo z iniciativy ředitele Stavovského divadla Franze Thomé (1807–1872), který zadal projekt profesoru techniky Josefu Niklasovi (1817–1877).
Pro stavbu nového divadla Thomé vybral pozemek za hradbami poblíž Koňské brány v dolní části zahrady u usedlosti Smetanka, v místech dnešní Státní opery (mezi ulicemi Vinohradská, Wilsonova a Legerova). Tento pozemek patřil rodině Bachhleiblově. Vzhledem k tomu, že Praha byla v té době (do roku 1866) pevnostním městem, muselo stavbu povolit i zemské velitelství (K. K. Landes-General-Commando). Zemské velitelství dalo 21. listopadu 1857 ke stavbě dřevěného divadla souhlas. Už 17. listopadu předložil právní zástupce Františka Thomého vinohradské obci plány, které vypracoval architekt Josef Niklas (1817–1877). Vinohradská obec stavbu 20. listopadu schválila. Jelikož Thomé se v roce 1858 ještě nestal oficiálním ředitelem zemského divadla, podepsal smlouvu s majiteli pozemků vedle něj také J. A. Stöger. Pozemek pro zbudování letního krytého divadla si pronajali na 15 let. Kromě povolení k pořádání divadelních a hudebních produkcí dostali povolení vybudovat v zahradě samostatnou restaurační budovu. Stavba začala v červnu 1858, postupovala však pomalu. Divadlo zahájilo svoji divadelní sezónu 24. března 1859.
Pro návrh Novoměstského divadla Niklas využil tehdy častý vzor architektů – novorenesanční Královské dvorní divadlo v Drážďanech od Gottfrieda Sempera, postavené v letech 1838–1841 (1869 vyhořelo). Novoměstské divadlo proto bylo dřevěnou replikou prvního drážďanského divadla. Sál hlediště měl půlkruhovou dispozici se dvěma řadami lóží a galerií, zakrývala ho nízká kopule s bohatou arkaturou polokruhových oken v tamburu. Jednotlivá patra prolamovala pravoúhlá a polokruhová okna, v úrovni prvního patra obíhala hlediště terasa. Přechod u napojení na pravoúhlé jeviště byl tvořen nižšími rizality se schodišti.
Oponu a strop se scénami z českého i německého dramatu a opery namaloval Carlo Brioschi, spolumajitel jedné z dílen na výrobu dekorací ve Vídni. Divadlo mělo celkem 1241 sedadel, místa ke stání se nacházela v přízemí. Celkem se do divadla vešly tři, při návalu až čtyři tisícovky diváků.
Divadlo bylo kryté a osvětlené plynem. Protože se ale nedalo vytopit, hrávalo se v něm převážně v létě a na podzim: Další nevýhodou, vedle zimy a hluku z nedaleké dráhy i restaurace, byl přístup k divadlu. Vedl zahradou – v době dešťů plné bláta.
Divadlo sloužilo k uvádění výpravných kusů, pro které již stará budova na Ovocném trhu nedostačovala. V divadle se hrála německá i česká představení činoher a oper. V roce 1864 se zde uskutečnily oslavy 300. výročí narození Williama Shakespeara spojené s proslulými průvody kostýmovaných shakespearovských postav po Praze, které na svých obrazech zachytil malíř Karel Purkyně (1834–1867).
Česká představení se hrávala většinou odpoledne od půl čtvrté, německá večer od sedmi hodin. V zimě se v Novoměstském divadle pořádaly reduty (maškarní plesy), plesy, cirkusová představení a různé atrakce. K redutám se divadlo zvlášť upravovalo, rovněž k cirkusovým představením se musela zřídit v přízemí manéž a zvenčí se přistavovaly konírny.
Do dějin české opery se Novoměstské divadlo zapsalo mimo jiné premiérami oper Dalibor Bedřicha Smetany (16. 5. 1868 v den položení základního kamene k Národnímu divadlu), Břetislav Karla Bendla (18. 9. 1870) a Zakletý princ Vojtěcha Hřímalého (13. 5. 1872).
Po smrti F. Tomého se stala dědičkou arény jeho nezletilá dcera a její poručník Isidor Schmidl. V té době divadlo postupně chátralo a vinohradská obec Schmidlovi neustále nařizovala opravy, které však většinou nebyly provedeny. Po požáru Národního divadla nařídily úřady nad stavbou přísnější dohled. V letech 1881–1882 nastaly spory o to, zda lze divadlo nadále používat. Roku 1882 se stal novým majitelem pozemku továrník Alexander Richter ze Smíchova, který jej koupil, jak se později ukázalo, pro Německý divadelní spolek (Deutscher Theaterverein). Spolek zde hodlal vystavět kamenné divadlo – což se mu nakonec podařilo. V roce 1885 se v Novoměstském divadle hrálo naposledy. Koncem února 1886 byly divadlo i restaurace zbořeny a na jejich místě vyrostla budova Nového německého divadla (1887–1888).